# Гдульський Євгеній Володимирович
Євге́ній Володи́мирович Гду́льський — підполковник Збройних сил України, учасник російсько-української війни, що відзначився у ході російського вторгнення в Україну. Повний лицар ордена Богдана Хмельницького.

## Життєпис
Народився в Овруцькому районі Житомирської області у військовій родині. Після завершення 9 класів поступив до Обласного ліцею з посиленою військово-фізичною підготовкою в м. Острог, який закінчив у 2013. Після цього здобув вищу освіту в Одеській військовій академії (закінчив у 2017).
Першого бойового досвіду набув під час Операції об'єднаних сил на Сході України, служив у 81-й аеромобільній бригаді. Брав участь в операціях із визволення Лиману та Святогірська.
Під час російського вторгнення в Україну служить командиром батальйону в 95 ОДШБр. З 24 лютого 2022 року брав участь в обороні с. Сватове на Луганщині, згодом — у боях за Кремінну, Рубіжне, Сєвєродонецьк, Лисичанськ, «Шервудський ліс», Святогірськ, Новоселівку, Лиман та Білогорівку.

## Нагороди
- Орден Богдана Хмельницького I ступеня (26 липня 2024) — за особисту мужність, виявлену у захисті державного суверенітету та територіальної цілісності України, самовіддане виконання військового обов'язку[3];
- орден Богдана Хмельницького II ступеня (23 лютого 2024) — за особисту мужність, виявлену у захисті державного суверенітету та територіальної цілісності України, самовіддане виконання військового обов’язку[4];
- орден Богдана Хмельницького III ступеня (11 травня 2022) — за особисту мужність і самовіддані дії, виявлені у захисті державного суверенітету та територіальної цілісності України, вірність військовій присязі[5].